# پیلوکارپین
پیلوکارپین (به انگلیسی: Pilocarpine)
رده درمانی: داروهای کولینرژیک، میوتیک
اشکال دارویی: قطره چشمی

## موارد مصرف
پیلوکارپین جهت درمان گلوکوم و القاء تنگ شدن مردمک چشم پس‌از جراحی یا افتالموسکوپی مصرف می‌شود.

## مکانیسم اثر
داروی پیلوکارپین به‌طور مستقیم‌گیرنده‌های کولینرژیک را تحریک می‌کند. پیلوکارپین سبب انقباض عضله اسفنگتر عنبیه و در نتیجه کوچک شدن مردمک چشم می‌شود. انقباض عضله مژگانی‌سبب افزایش تطابق و کاهش فشار داخل کره چشم می‌شود.

## عوارض جانبی
درد چشم، تاری یا تغییر دردید، کاهش دید در شب، میوپی، تحریک چشم و سردرد با مصرف این دارو گزارش شده است.